# Outer Island (Südliche Orkneyinseln)
Outer Island (englisch für Äußere Insel) ist eine von überspülten Rifffelsen umgebene Insel im Archipel der Südlichen Orkneyinseln. In der Orwell Bight liegt sie 500 m östlich des Berntsen Point vor der Ostküste von Signy Island.
Wissenschaftler der britischen Discovery Investigations kartierten und benannten sie 1933. Namensgebend ist ihre geographische Lage jenseits der Einfahrt zur Borge Bay.